# Georg Anton Benda
Georg Anton Benda eller Jiří Antonín Benda, född 30 juni 1722, död 6 november 1795, var en böhmisk tonsättare. Han var bror till Franz Benda.
Benda är mest bekant genom sitt melodrama Ariadne auf Naxos (1775), med text av Johann Christian Brandes. Ett melodrama, i betydelsen deklamation till musik, var då någonting nytt. Som nittonårig fick han av Fredrik den store positionen som andreviolinist vid hovkapellet i Berlin. Följande år kallades Benda till Potsdam som tonsättare och arrangör för brodern Franz. Han var hovkapellmästare i Gotha 1758–1778.

## Operor
- Xindo riconosciuto (libretto av Giovanni Andrea Galletti, opera seria, 1765, Gotha)
- Il buon marito (libretto av Galletti, Intermezzo, 1766, Gotha)
- Il nuove maestro di capella (Intermezzo, 1766, Gotha)
- Ariadne auf Naxos (libretto av Johann Christian Brandes, melodram, 1775, Gotha)
- Der Jahrmarkt (Der Dorfjahrmarkt/Lukas und Bärbchen) (libretto av Friedrich Wilhelm Gotter, Singspiel, 1775, Gotha)
- Medea (libretto av Gotter, melodrama, 1775, Leipzig)
- Walder (libretto av Gotter, Singspiel, 1776, Gotha)
- Romeo und Julie (libretto av Gotter, Singspiel, 1776, Gotha)
- Der Holzhauer oder Die drey Wünsche (libretto av Gotter, Singspiel, 1778, Gotha)
- Pygmalion (libretto av Gotter, melodrama, 1779, Gotha)
- Philon und Theone ,reviderad som Almansor und Nadine (okänd librettist, 1779, Gotha)
- Das tartarische Gesetz (libretto av Gotter, Singspiel, 1787, Mannheim)

## Övriga verk
- 30 symfonier
- 10 cembalokonserter
- 11 violinkonserter
- Cembalosonater
- Kyrkomusik